# Cor Scorpii
A Cor Scorpii egy norvég black metal zenekar Sogndalból. A Windir egyik utódzenekara, többek között Strom, Steingrim, és Righ alapította 2004–ben. A Cor Scorpii latinul annyit tesz, hogy "(a) skorpió szíve", ami az Antares (a Skorpió csillagkép legfényesebb csillagának) egyik másik neve.

## Tagság

### Jelenlegi
- Thomas S. Øvstedal – ének (2004–)
- Erlend Nybø – gitár (2010–)
- Rune Sjøthun – gitár (2004–)
- Inge Jonny Lomheim – basszusgitár (2004–)
- Gaute Refsnes – szintetizátorok (2004–)
- Ole Nordsve – dobok (2006–)

### Korábbi
- Jørn "Steingrim" Holen – dobok (2004–2005)
- Stian "Strom" Bakketeig – gitár (2004–2010)

## Diszkográfia
- Attergangar (demo, 2005)
- Monument (nagylemez, 2008)
- Ruin (nagylemez, 2018)

## További Információk
- FaceBook oldal
- Bandcamp profil
- Instagram profil
- Metal Archives adatlap